# Liste der Baudenkmale in Potsdam/P
Dieser Teil der Liste beinhaltet die Denkmale in Potsdam, die sich in Straßen befinden, die mit P beginnen. Der Stand der Liste ist der 31. Dezember 2020.

## Legende
In den Spalten befinden sich folgende Informationen:
- ID-Nr.: Die Nummer wird vom Brandenburgischen Landesamt für Denkmalpflege vergeben. Ein Link hinter der Nummer führt zum Eintrag über das Denkmal in der Denkmaldatenbank. In dieser Spalte kann sich zusätzlich das Wort Wikidata befinden, der entsprechende Link führt zu Angaben zu diesem Denkmal bei Wikidata.
- Lage: die Adresse des Denkmales und die geographischen Koordinaten. Link zu einem Kartenansichtstool, um Koordinaten zu setzen. In der Kartenansicht sind Denkmale ohne Koordinaten mit einem roten beziehungsweise orangen Marker dargestellt und können in der Karte gesetzt werden. Denkmale ohne Bild sind mit einem blauen bzw. roten Marker gekennzeichnet, Denkmale mit Bild mit einem grünen beziehungsweise orangen Marker.
- Bezeichnung: Bezeichnung in den offiziellen Listen des Brandenburgischen Landesamtes für Denkmalpflege. Ein Link hinter der Bezeichnung führt zum Wikipedia-Artikel über das Denkmal.
- Beschreibung: die Beschreibung des Denkmales
- Bild: ein Bild des Denkmales und gegebenenfalls einen Link zu weiteren Fotos des Baudenkmals im Medienarchiv Wikimedia Commons

## Baudenkmale
| ID-Nr.   | Lage | Bezeichnung | Beschreibung | Bild |
| -------- | --- | --- | --- | --- |
| 09156181 | Jägervorstadt Parkstraße 3 (Lage) | Villa von Redern mit Remise                                                                                                | | Villa von Redern mit Remise                                                                                                |
| 09156656 | Jägervorstadt Parkstraße 4 (Lage) | Wohnhaus von Falkenhausen                                                                                                  | | Wohnhaus von Falkenhausen                                                                                                  |
| 09156074 | Paul-Neumann-Straße 8-18, 22-64 (gerade), 7-53 (ungerade), 33a, Althoffstraße 1, 1a, 2, 2a, Blumenweg 28, 30, 32, Pestalozzistraße 24, 26, 28 (Lage) | Siedlung der GEWOBA | | Siedlung der GEWOBA |
| 09157341 | Paul-Neumann-Straße 20 (Lage) | Wohn- und Geschäftshaus | | BW |
| 09157042 | Nauener Vorstadt Persiusstraße 3 (Lage) | Wohnhaus | | Wohnhaus |
| 09156819 | Nauener Vorstadt Persiusstraße 4 (Lage) | Wohnhaus mit Einfriedung                                                                                                   | | Wohnhaus mit Einfriedung                                                                                                   |
| 09156586 | Nauener Vorstadt Persiusstraße 12 (Lage) | Mietwohnhaus mit Seitenflügel, Vorgarten und Einfriedung                                                                   | | Mietwohnhaus mit Seitenflügel, Vorgarten und Einfriedung                                                                   |
| 09157345 | Pestalozzistraße 4, 6, 8, 10 () | Mietwohnhausreihe | | ein Bild hochladen |
| 09155984 | Babelsberg Nord Plantagenstraße 4 (Lage) | Kolonistenhaus in der alten „Kolonie Nowawes“                                                                              | | Kolonistenhaus in der alten „Kolonie Nowawes“                                                                              |
| 09155985 | Babelsberg Nord Plantagenstraße 6, 7 (Lage) | Kolonistenhaus in der alten „Kolonie Nowawes“                                                                              | | Kolonistenhaus in der alten „Kolonie Nowawes“                                                                              |
| 09155986 | Babelsberg Nord Plantagenstraße 8 (Lage) | Kolonistenhaus in der alten „Kolonie Nowawes“                                                                              | | Kolonistenhaus in der alten „Kolonie Nowawes“                                                                              |
| 09155987 | Babelsberg Nord Plantagenstraße 10 (Lage) | Kolonistenhaus in der alten „Kolonie Nowawes“                                                                              | | Kolonistenhaus in der alten „Kolonie Nowawes“                                                                              |
| 09155988 | Babelsberg Nord Plantagenstraße 23, 24 (Lage) | Katholische Kirche St. Antonius in der alten „Kolonie Nowawes“                                                             | Die Kirche wurde 1934 nach Plänen von Wilhelm Fahlbusch errichtet. | weitere Bilder |
| 09155221 | Nördliche Innenstadt Platz der Einheit (Lage) | Mahnmal für die antifaschistischen Widerstandskämpfer                                                                      | Das Mahnmal wurde 1975 errichtet. Der Architekt Werner Berg und der Bildhauer Joachim Fitzermann fertigten den Entwurf. Die L-förmige Sandstein-Mauer ist 30 Meter lang und 2,40 Meter hoch. Davor steht eine ein Meter hohe Flammenschale aus Edelstahl, mit einem Durchmesser von 2,50 Meter des Metallgestalters Christian Roehl (1940–2013).                                        | Mahnmal für die antifaschistischen Widerstandskämpfer                                                                      |
| 09155220 | Nördliche Innenstadt Platz der Einheit 1 (Lage) | Gedenktafel für die Synagoge                                                                                               | Auf der Stelle des heutigen Mehrfamilienhauses Platz der Einheit 1 stand eine Synagoge. Beim Luftangriff auf Potsdam im April 1945 wurde das Gebäude zerstört. Auf Betreiben Theodor Goldsteins konnte an der Fassade des Mehrfamilienhauses eine Gedenktafel angebracht und am 9. November 1979 enthüllt werden. Die Tafel schuf der Bildhauer Rudolf Böhm.                            | Gedenktafel für die Synagoge                                                                                               |
| 09155117 | Nördliche Innenstadt Posthofstraße 1 (Lage) | Bürgerliches Wohnhaus | Das Eckhaus Posthofstraße/Charlottenstraße wurde 1785 errichtet. | Bürgerliches Wohnhaus |
| 09155118 | Nördliche Innenstadt Posthofstraße 2 (Lage) | Bürgerliches Wohnhaus | Baujahr 1788 | Bürgerliches Wohnhaus |
| 09155119 | Nördliche Innenstadt Posthofstraße 3 (Lage) | Bürgerliches Wohnhaus | Baujahr 1828 | Bürgerliches Wohnhaus |
| 09155120 | Nördliche Innenstadt Posthofstraße 17, 17a (Lage) | Wohnhaus, Schauspielerkaserne                                                                                              | Bauherr: Friedrich Wilhelm II. Baujahr: 1796 Baumeister: Michael Philipp Boumann | weitere Bilder |
| 09155121 | Nördliche Innenstadt Posthofstraße 18 (Lage) | Bürgerliches Wohnhaus | Baujahr: 1803 | Bürgerliches Wohnhaus |
| 09155122 | Nördliche Innenstadt Posthofstraße 19 (Lage) | Bürgerliches Wohnhaus | Baujahr: 1802 Das nach Plänen des Potsdamer Hofbauamtes errichtete Haus wurde nach Kriegsschäden nur vereinfacht wiederhergestellt. Der Hauseingang mit davorliegender Freitreppe befand sich in der linken Gebäudeachse, die Erdgeschossfenster besaßen mit kerbschnittartigen Akanthusornamenten verzierte Stürze und die Obergeschossfenster auf Konsolen ruhende Sohlbänke.         | Bürgerliches Wohnhaus |
| 09156098 | Bornstedt Potsdamer Straße / Kirschallee (Lage) | Gedenkstein zu Ehren des politischen Kampfes von Karl Liebknecht im damaligen Kaiserwahlkreis Potsdam-Spandau-Osthavelland | Karl Liebknecht | Gedenkstein zu Ehren des politischen Kampfes von Karl Liebknecht im damaligen Kaiserwahlkreis Potsdam-Spandau-Osthavelland |
| 09156811 | Bornim Potsdamer Straße (Lage) | Familiengrabanlage Foerster, auf dem Alten Friedhof Bornim                                                                 | Die 1921 neben der Friedhofskapelle angelegte Familiengrabanlage gehört zum Ensemble des 1981 unter Denkmalschutz gestellten Karl-Foerster-Gartens mit dem Wohnhaus (Am Raubfang 6) des Staudenzüchters und Gartenschriftstellers Karl Foerster. In der Mitte des gestuften Grabsteins lautet eine in Majuskeln verfasste Inschrift: „KOMMEN WIRD WAS DU BEREITET MIT GLÜHENDER SEELE“. | Familiengrabanlage Foerster, auf dem Alten Friedhof Bornim                                                                 |
| 09157183 | Bornstedt Potsdamer Straße 95 (Lage) | Ehemaliger „Gasthof zum Deutschen Kaiser“ mit Remise                                                                       | | Ehemaliger „Gasthof zum Deutschen Kaiser“ mit Remise                                                                       |
| 09156721 | Bornstedt Potsdamer Straße 187 (Lage) | Wohnhaus mit Wirtschaftsgebäude und Eiskeller                                                                              | Bauherr: Regimentsschneidermeister Albert Burde Baujahr 1876/77. | Wohnhaus mit Wirtschaftsgebäude und Eiskeller                                                                              |
| 09156657 | Bornstedt Potsdamer Straße 194–197 (Lage) | Tagelöhnerhäuser und „Kaiserin-Friedrich-Kinderheim“ mit Ställen und Hofpflasterung                                        | | Tagelöhnerhäuser und „Kaiserin-Friedrich-Kinderheim“ mit Ställen und Hofpflasterung                                        |
| 09155774 | Nauener Vorstadt Puschkinallee 1 (Lage) | Villa Hasselkampf | Bauherr: Hasselkampf, Möbelfabrikant Baujahr 1871–1873 Baumeister: Albert Lüdicke, Maurermeister | Villa Hasselkampf |
| 09155775 | Nauener Vorstadt Puschkinallee 2 (Lage) | Villa Schröder | Bauherr: (wahrscheinlich) Hasselkampf Baujahr: vor 1875 Baumeister: nicht gesichert | Villa Schröder |
| 09155776 | Nauener Vorstadt Puschkinallee 3 (Lage) | Villa Kunig | | Villa Kunig |
| 09155777 | Nauener Vorstadt Puschkinallee 4 (Lage) | Villa Mühlberg mit Gärtnerhaus, Garten und straßenseitiger Einfriedung                                                     | | Villa Mühlberg mit Gärtnerhaus, Garten und straßenseitiger Einfriedung                                                     |
| 09155778 | Nauener Vorstadt Puschkinallee 5 (Lage) | Villa Fischbach | | weitere Bilder |
| 09155779 | Nauener Vorstadt Puschkinallee 6 (Lage) | Villa Maurer | | Villa Maurer |
| 09155780 | Nauener Vorstadt Puschkinallee 7 (Lage) | Villa | | Villa |
| 09155781 | Nauener Vorstadt Puschkinallee 8 (Lage) | Villa Tienell | | Villa Tienell |
| 09155782 | Nauener Vorstadt Puschkinallee 9 (Lage) | Villa Lehmann | | Villa Lehmann |
| 09155783 | Nauener Vorstadt Puschkinallee 10 (Lage) | Villa Lüdicke | | weitere Bilder |
| 09155784 | Nauener Vorstadt Puschkinallee 11 (Lage) | Villa Brockhoff | | weitere Bilder |
| 09155785 | Nauener Vorstadt Puschkinallee 12 (Lage) | Villa Pietschker/von Winterfeld mit Saalanbau                                                                              | | Villa Pietschker/von Winterfeld mit Saalanbau                                                                              |
| 09156170 | Nauener Vorstadt Puschkinallee 13 (Lage) | Wohnhaus mit Vorgarten und Einfriedung                                                                                     | Bauherr: Carl Schröder, Rentier Baujahr: 1874 Entwurf: Friedrich August Hasenheyer | Wohnhaus mit Vorgarten und Einfriedung                                                                                     |
| 09156182 | Nauener Vorstadt Puschkinallee 17 (Lage) | Villa Gericke mit Gärtnerhaus, Stallgebäude und Resten der Einfriedung                                                     | Bauherrin: Stadtratswitwe E. Gericke, geb. Keferstein Baujahr: 1892 Architekt: Friedrich Gericke, Berlin | weitere Bilder |
| 09155739 | Nauener Vorstadt Puschkinallee 18 (Lage) | Jüdischer Friedhof mit Trauerhalle und Nebengebäuden                                                                       | Der jüdische Friedhof wurde 1743 angelegt. 1910/11 entstand die Trauerhalle nach Plänen von C. Börnstein und Emil Kopp. | weitere Bilder |